# Лонгонот (вулкан)
Лонгонот (Longonot) е голям спящ стратовулкан в Кения, разположен на рифта Грегъри, който влиза в състава на Източноафриканската рифтова зона. Той е част от голямата вулканичната верига по този разлом, простиращ се от Джибути до Мозамбик. При изучаване на разседа в Кения е уточнено, че само 4 от намиращите се тук вулкани проявяват някаква активност. Това са Лонгонот, Сусва, Мененгай и Пака.
Вулканът се намира на 100 km западно от столицата Найроби, в южната част на падината на езерото Найваша, в територии, населени от масаите. Извисява се между риолитното поле Олкария на 20 km на северозапад и вулкана Сусва, намиращ се на 30 km на юг от него.
Името на Лонгонот произлиза от масайската дума Oloonong\'ot, която означава „Планина с много хребети“ или само „Стръмните хребети“.

## Описание
Вулканът се състои от обширна калдера със стръмни стени и голям централен конус, който се издига от дъното ѝ. Този младосъздаден конус е пресечен от по-малка, кръгла калдера. Лавата от по-късни изригвания се е наслоила по дъното на старата калдера и склоновете на вулкана, като е формирала няколко площадки. На североизточния фланг на основното тяло се издига един допълнителен, добре запазен, паразитен конус. Склоновете на вулкана са прорязани от огромни фисури и каньони от лава, а над тях се носят геотермални изпарения. Масайските предания датират лавовия разлив по северния склон към 19 век. По югозападните склонове се наблюдават по-млади застинали потоци от лава.

## Параметри
Вулканът представлява трахитен конус, издигащ се на 2776 m над морското равнище. Основата му заема площ от 30 km2, а обемът му е около 280 km3. Калдерата е обширна, с размери 12 х 8 km, а кратерът има площ от 35 km2. По-малката калдера в централния конус има диаметър 1,8 km През 1980 година Скот изчислява, че обемът на голямата калдера е 26,5 km3, а на малката – 11, 25 km3. Основата на рифта в Кения достига максималната си надморска височина от 2000 m между Лонгонот и вулкана Мененгай. Вулканът се издига на около 700 m над нивото на околния терен. Счита се, че в историческо време вулканът е изригвал през 9150 г. пр.н.е. ± 150 години, 3650 г. пр.н.е., 1270 г. пр.н.е., 1330 г., 1600 г. и 1863 г. ± 5 години.

## Геология
Лавата от ранните изригвания на този кватернерен вулкан съдържа голямо количество пемза в застинали пирокластити. По-късната лава се състои от преобладаващи пирокластични трахити. Отличителна черта са многобройните бляскави черни образувания от обсидиан по склоновете и в калдерата на вулкана. Наличието на базалт в лавата е дало своето отражение върху структурата на калдерата.
Количеството на оловни изотопи в трахитите на Лонгонот не е в съответствие със затворената му система. През 2004 г. Роджър изказва предположението, че над 10% от тези материали са изхвърлени дотук от близкия вулканичен комплекс Олкария. А допускането на Скот е, че сривът на калдерата на Лонгонот е бил придружен от странично магмено оттегляне по околните фрактури.
През 1998 година е проучена повърхността на Лонгонот и е установено, че под кратера на върха съществува централна магмена камера, чиято температура, според геохимичните анализи, достига до 3000 °C. Данните показват наличието на радон и въглероден диоксид в камерата. Източникът на топлина се очаква да се намира на около 6 km дълбочина. Освен това е забелязана аномалия, покриваща площ от 70 km2. Оценката за потенциалната мощност е над 200 MWe.

## Фази на развитието
Приема се, че в своето развитие вулканът Лонгонот е преминал през седем фази. Публикувани са сравнително малко подробности във връзка с петрологията и геохимията през първите два периода.
Първа фаза – Вулканът се издига през плейстоцена заедно с формирането на Източноафриканския рифт. Извисява се конус, изграден основно от трахит с обем 230 km3.
Втора фаза – При голямо експлозивно изригване преди около 21 000 години се образува основната калдера. Изхвърлен е над 50 km3 вулканичен материал.
Трета фаза – По-късно следва ново изригване, което става не през централната калдера, а през пукнатини по северните склонове на вулкана. Общият обем на изхвърлените тогава материали е 0,5 km3.
Четвърта фаза – В по-късен етап следва изригване на големи количества вулканична пепел и лава, съдържаща трахитни пирокластити. Материалите от тази ерупция почти запълват калдерата на вулкана. Стълб от лава при застиването си оформя нов, вътрешен, трахитен конус в основната калдера. Материалите от тази ерупция имат обем от 16 km3 Издигането на новия конус е приключено през 3280 г. пр.н.е. ± 120 години с изхвърляне на вулканична пепел.
Пета фаза – Ерупцията от лава е прекратена от изригване на нови големи количества вулканична пепел. Последвана е от следваща ерупция, концентрирана в точка на върха, през отвор, разположен асиметрично на калдерата. Появява се вторична калдера на върха на вътрешния конус с диаметър от 1,8 km. През тази фаза вулканът изхвърля над 2 km3 материали. Лавата съдържа основно сиенит и трахит, смесени със содалитни фенокристали и пемза. Освен това скалите, образувани през тази фаза са наситени със силиций.
Шеста фаза – Ерупцията е скорошна, лавата изригва от малкия кратер и има същия основен състав от трахит. Около 0,34 km3 от нея се изливат в основната калдера и застиват върху по-старите наслагвания.
Седма фаза – Това е последното изригване от 1863 година, при което лавата се излива не от един от двата кратера, а през процепи по северния и югозападния склон. Тя потича надолу на два ръкава, но количеството ѝ не е голямо – само 0,045 km3, така че пораженията са минимални. Съдържа предимно трахит.

## Национален парк Лонгонот
Вулканът е разположен в Националния парк Лонгонот (Mont Longonot), който започва на около 90 km от Найроби и се простира на площ от 52 km2. Територията е получила статут на национален парк през 1983 г. По каменистите склонове на планината са оформени V-образни долини и хребети с ниска храстовидна растителност, а калдерата е обрасла с гъста гора. Планината и паркът предоставят подходяща среда за обитаване за много диви животни. От хищниците тук могат да се срещнат ограничен брой лъвове и леопарди. Тревопасните са представени от бивол, жираф, зебра, винторога антилопа бушбок, газела на Томсън, обикновен бубал, голяма газела и други видове антилопи. Представители на приматите са бабуините. Планината е дом на 103 вида птици, от които най-често се срещат скални лешояди, мишелови и хиляди бързолети. Скалите на Лонгонот са традиционно място за гнездене на орлите.
През март 2009 г. на върха и по склоновете на Лонголот избухва голям пожар, който унищожава около 4600 ха с горска и храстовидна растителност. Голяма част от по-големите животни успяват да избягат, но в огъня загиват много дребни горски обитатели.

## Съвременно състояние
Сателитните снимки през последното десетилетие показват, че височината на планината е нараснала с няколко сантиметра. Тези малки промени, които не се забелязват с просто око, са били открити от сложния сателитен радар InSAR. Изучавайки сателитните снимки, учени от Европейската космическа агенция установяват, че за периода от 2004 до 2006 година вулканът е пораснал с около 9 cm. Наблюдава се бавно нарастваща вулканична активност, особено под повърхността, където нивото на магмата се покачва. Не се забелязват други външни признаци като изхвърляне на пара или дим. В средата на 20 век е докладвано за наличието на около 30 действащи фумароли по тялото на вулкана, които са активни и в наше време.
Вулканът се намира в гъсто населен район, а това изисква внимателното му наблюдение и изучаване. Проучването също така осигурява информация по отношение на геотермалния потенциал на региона. Кения е първата африканска страна, която изгражда геотермални електроцентрали и използва възобновяема, щадяща околната среда алтернатива на въглищата и петрола. Въздействието на овладяване на такъв ресурс може да стане важен икономически двигател за региона. Недалеч от вулкана Лонгонот е изградена геотермална електроцентрала, която произвежда ток, черпейки топлинна енергия от земните недра.